# Чжан Сяогуан
Чжан Сяогуа́н (кит. упр. 张晓光, пиньинь Zhāng Xiǎoguāng; родился в мае 1966 года, Цзиньчжоу, пров. Ляонин, КНР) — космонавт (тайконавт) Китая, лётчик первого класса ВВС НОАК, Космонавт-герой (2013).

## Биография
Чжан Сяогуан родился в уезде Хэйшань, что на территории современного городского округа Цзиньчжоу провинции Ляонин. По национальности маньчжур. Кроме него в семье было ещё трое детей — две сестры и брат.
По окончании лётного училища в июне 1985 года стал лётчиком ВВС НОАК. Служил командиром звена эскадрильи. Лётчик 1 класса.
В октябре 1995 года начал проходить отбор в отряд тайконавтов, в который был зачислен 5 января 1998 года.
В начале 2012 года прошёл отбор и был включен в один из двух экипажей корабля «Шэньчжоу-9». Как потом выяснилось в результате экзаменов он оказалась в резервном экипаже и был дублёром вместе с Не Хайшэн и Ван Япин.
Экипаж дублёров продолжил занятия в том же составе, и весной 2013 года они были утверждены основным экипажем космического корабля «Шэньчжоу-10».
Имеет воинское звание генерал-майор НОАК. С августа 1988 года член КПК.

## Космический полёт
Чжан Сяогуан совершил свой космический полёт в июне 2013 года на корабле «Шэньчжоу-10» пилотом-оператором. 13 июня корабль «Шэньчжоу-10» был пристыкован к орбитальному модулю «Тяньгун-1», после чего тайконавты перешли на станцию (модуль) и приступили к выполнению различных научных экспериментов. Завершился полёт утром 26 июня.
27 июля 2013 года Чжан Сяогуан была вручена медаль «За заслуги в области космонавтики» 3-й степени. Кроме того ему было присвоено почётное звание «Космонавт-герой».
Статистика
| # | Стартовый корабль | Старт, UTC            | Экспедиция                | Корабль посадки | Посадка, UTC          | Налёт                     | Выходы в открытый космос | Время в открытом космосе |
| - | ----------------- | --------------------- | ------------------------- | --------------- | --------------------- | ------------------------- | ------------------------ | ------------------------ |
| 1 | Шэньчжоу-10       | 11.06.2013, 09:38 UTC | Шэньчжоу-10, Тяньгун-1(3) | Шэньчжоу-10     | 26.06.2013, 00:07 UTC | 14 дней 14 часов 29 минут | 0                        | 0                        |
|   |                   |                       |                           |                 |                       | 14 дней 14 часов 29 минут | 0                        | 0                        |

## Семейное положение
Чжан Сяогуан женат, имеет сына.